# Basilika von Vicoforte

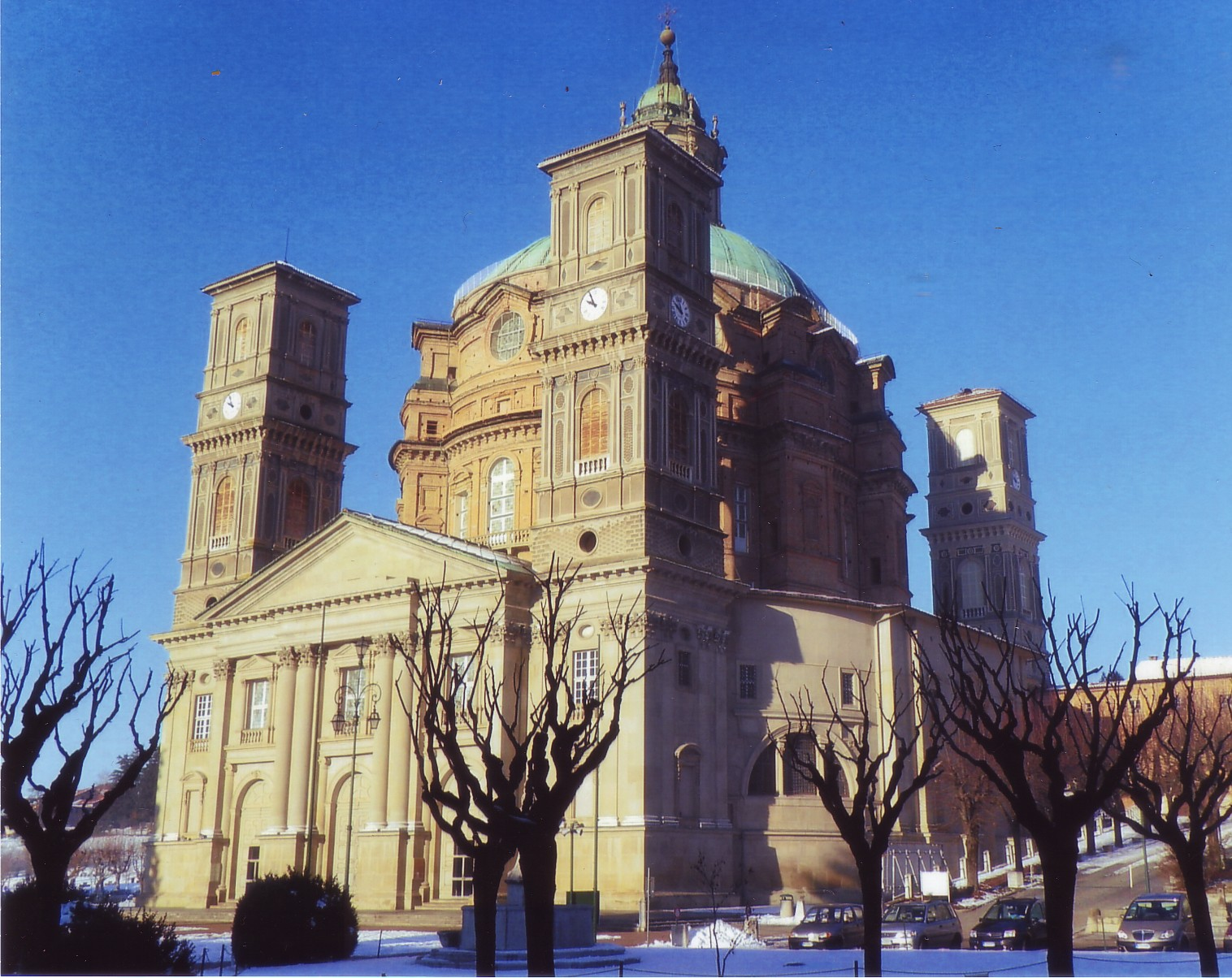
Basilika von Vicoforte

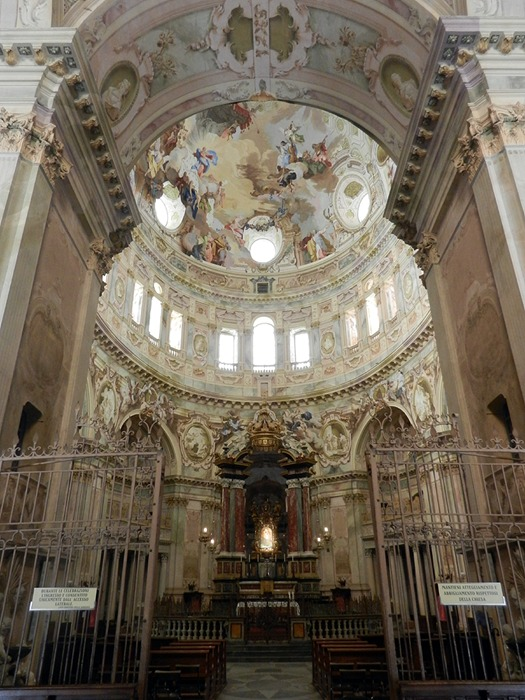
Blick in den Innenraum

Die Basilika von Vicoforte ist eine römisch-katholische Wallfahrtskirche in der Gemeinde Vicoforte im Piemont, Italien. Die Wallfahrtsbasilika Regina Montis Regalis des Bistums Mondovì hat den Rang einer Basilica minor. Der Bau dauerte vom 16. bis ins 19. Jahrhundert. Die Kirche im Stil des Barock war als Grablege des Hauses Savoyen vorgesehen und beeindruckt mit ihrer elliptischen Kuppel, die die größte ihrer Art auf der Welt ist.

## Geschichte

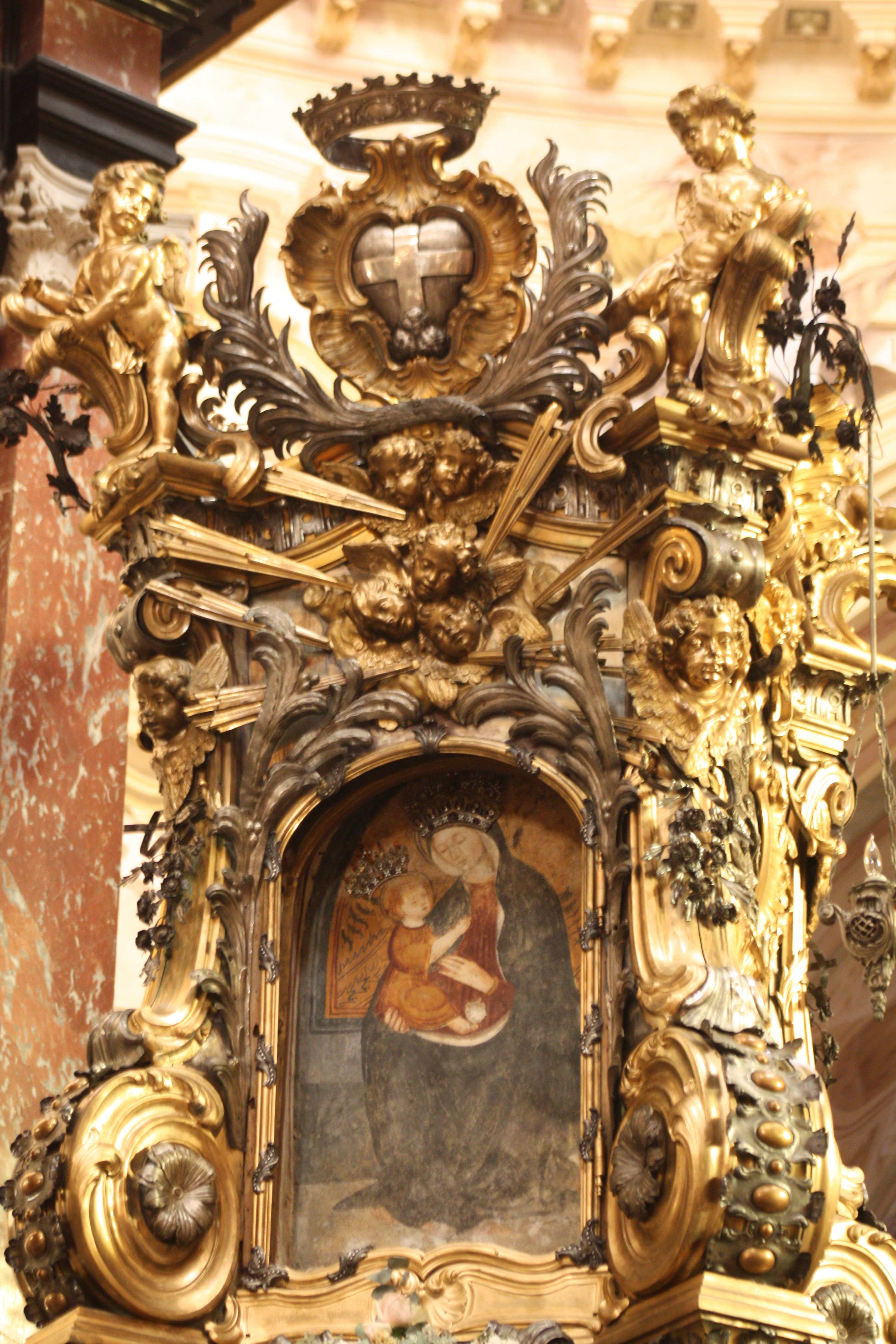
Säule mit dem Bild der Madonna di Vico

Der Komplex geht auf ein mittelalterliches Heiligtum in der bewaldeten Talsohle von Berbonesca zurück, das aus einer bescheidenen Säule bestand. Diese war mit einem Fresko aus dem 15. Jahrhundert verziert, das die Madonna mit Kind darstellt. Sie wurde möglicherweise von einem Ofenarbeiter als Beistand für den guten Brand der Ziegel errichtet. Ab 1594 erfuhr die verlassene Säule unweit von Vicoforte nach einer Fieberepidemie, die den größten Teil der Bevölkerung von Vicoforte verschont hatte, eine stärkere Verehrung. Diakon Cesare Trombetta ließ im Herbst 1594 und im Frühjahr 1595 die erste kleine Kapelle um die Säule herum bauen. In jenen Monaten verbreitete sich in den Tälern das Gerücht von zahlreichen Gnaden, die die Jungfrau dem Volk gewährt hatte, und es entwickelte sich eine Andachtsbewegung, die zu nie zuvor gesehenen und nie wieder erreichten Höhepunkten anschwoll. Im Jahr 1595 pilgerten Tausende von Menschen mit  Bruderschaften und Gemeinschaften aus fast ganz Nordwestitalien in die Talsohle und weckten das Interesse des Herzogs Karl Emanuel I., der 1596 den Bau eines großen Heiligtums in Auftrag gab und damit zunächst den Hofarchitekten Ercole Negri aus Sanfront und später Ascanio Vittozzi, einen weiteren vertrauenswürdigen Architekten des savoyischen Hofes, beauftragte. Nach dem Willen des Herzogs sollte das Heiligtum die vielen Pilger aufnehmen sowie zum Mausoleum des Hauses Savoyen werden, eine Funktion, die später auf die Basilika von Superga auf dem Turiner Hügel überging.
Vittozzi starb 1615, als das große Bauwerk bis zum Gesims unter der Kuppel errichtet war. Als der Herzog 15 Jahre nach dem Tod des Architekten ebenfalls starb (er wollte in der Wallfahrtskirche begraben werden), wurden die Bauarbeiten vollständig eingestellt, so dass das Gebäude lange Zeit nicht genutzt werden konnte. Ein neues Interesse der Gläubigen entstand 1682, als die Jungfrau von der Säule feierlich gekrönt wurde, zum Dank für das Ende des Salzkrieges. Von da an wurde der Bau wieder aufgenommen, nun ohne die Unterstützung der Savoyer, die zu dieser Zeit ihre ganze Aufmerksamkeit dem Bau der Basilika von Superga widmeten. 1709 wurde der Bildhauer Giuseppe I. Gaggini beauftragt, eine Statue von Margarete von Savoyen, der Tochter des Herzogs, zu schaffen, die 1714 fertiggestellt wurde. Der heimische Architekt und Ingenieur Francesco Gallo nahm ab 1728 das große Projekt wieder in Angriff, ermutigt von Filippo Juvarra. Über dem mächtigen Sandsteinsockel im manieristischen Stil wurde rasch der Tambour mit seinen klaren barocken Linien und die 1732 fertiggestellte Kuppel errichtet. Den Abbau des Gerüsts unter der von Gallo errichteten elliptische Kuppel mit einer Höhe von 74 Metern, einer Länge von 37,15 Metern auf der Hauptachse und einer Länge von 24,80 Metern auf der Nebenachse soll dieser selber vorgenommen haben, da niemand glaubte, dass ein solches Bauwerk standhalten könnte. Die Freskendekoration der mehr als sechstausend Quadratmeter großen Fläche wurde zwischen 1746 und 1748 von Mattia Bortoloni und Felice Biella vollendet; das Thema ist die Erlösung.
Der Bau der vier Glockentürme nach dem Entwurf von Vittozzi war hingegen umstritten. Der erste wurde auf Wunsch von Christina von Frankreich, die 1642 zu Besuch in Vicoforte war, schnell gebaut und verband die Wallfahrtskirche mit dem nahe gelegenen Zisterzienserkloster. Zehn Jahre später wurden die beiden vorderen Glockentürme errichtet und aus Gründen der Symmetrie auch der vierte, der dem ersten Glockenturm gegenüberlag und bis 1830 der einzige funktionierende Glockenturm blieb. Das seit langem bestehende Problem der Anordnung der Glockentürme wurde 1880, in dem Jahr, in dem die Wallfahrtskirche zum Nationaldenkmal erklärt wurde, gelöst, als ein Wettbewerb ausgeschrieben wurde, an dem auch Alessandro Antonelli mit einem Entwurf teilnahm. Im Jahr 1884 begannen schließlich die Renovierungsarbeiten mit dem Bau mächtiger und kunstvoller Barocktürme, die den Stil des Turms auf der Laterne über der Kuppel aufgreifen. Aufgrund von Stabilitätsproblemen wurden die Türme jedoch 1906 abgerissen und die Glockentürme erhielten ihre heutige Form. Der für die Fassaden verantwortliche Ingenieur und Architekt Camillo dei Conti Riccio schuf auch den Sockel der imposanten Statue, die Karl Emanuel I. in Mantel und Schwert darstellt.

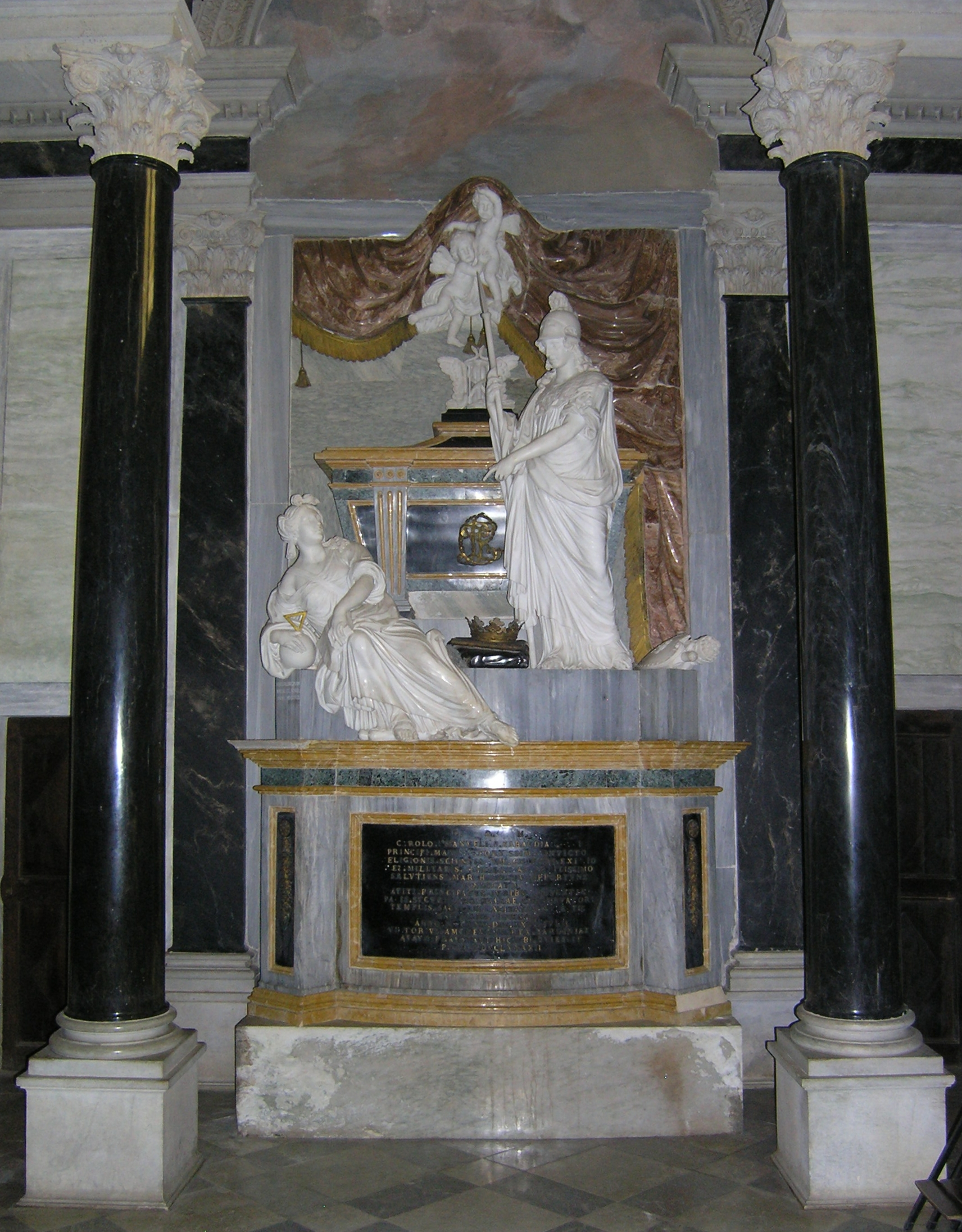
Grabmal von Karl Emanuel I. in der Bernhardskapelle

1935 verlieh Papst Pius XI. der Wallfahrtskirche den Titel einer Basilica minor.
Am 15. Dezember 2017 wurden die sterblichen Überreste von Elena von Montenegro, zweite Königin von Italien und Gemahlin von König Viktor Emanuel III., von Montpellier hierher überführt. Zwei Tage später wurde auch der Leichnam von Vittorio Emanuele III. an der Seite seiner Frau beigesetzt, der zuvor in der St.-Katharinen-Kathedrale in Alexandria, Ägypten, bestattet war.

## Straßenbahnhaltestelle des Heiligtums
Im Jahr 1881 wurde die Straßenbahn Mondovì-San Michele eingeweiht, deren zentrale Haltestelle sich gegenüber der Wallfahrtskirche befand, um den Pilgerverkehr zu erleichtern. Nach mehreren Besitzerwechseln und der Elektrifizierung im Jahr 1923 wurde die Strecke 1953 stillgelegt.